# Dekanat Fayetteville
Dekanat Fayetteville – jeden z 8 dekanatów rzymskokatolickich wchodzących w skład diecezji Raleigh w Stanach Zjednoczonych. 
Według danych na styczeń 2016 roku, w jego skład wchodziło 13 parafii posiadających łącznie 15 kościołów (w tym 2 filialne). 

## Lista parafii
Źródło:
| Lp. | Miejscowość    | Parafia                                                | Proboszcz                                 | Kościół                                            | Grafika |
| --- | -------------- | ------------------------------------------------------ | ----------------------------------------- | -------------------------------------------------- | ------- |
| 1   | Sanford        | Parafia św. Szczepana, pierwszego męczennika           | Rev. Robert F. Ippolito, M.S.             | Kościół św. Szczepana w Sanford                    |         |
| 2   | Fayetteville   | Parafia św. Patryka                                    | Rev. Monsignor Steven V. Carlson, V.F.    | Kościół św. Patryka w Fayetteville                 |         |
| 3   | Southern Pines | Parafia św. Michała – ukraińsko-grecka misja katolicka | Father Mark Shuey                         | Kościół św. Michała w Southern Pines               |         |
| 4   | Laurinburg     | Parafia Najświętszej Maryi Panny                       | Very Rev. JaVan Saxon                     | Kościół Najświętszej Maryi Panny w Laurinburg      |         |
| 5   | Lumberton      | Parafia św. Franciszka Salezego                        | Rev. Zacharie Lukielo Tati                | Kościół św. Franciszka Salezego w Lumberton        |         |
| 6   | Raeford        | Parafia św. Elżbiety Węgierskiej                       | Rev. Ja Van Saxon                         | Kościół św. Elżbiety Węgierskiej w Raeford         |         |
| 7   | Fayetteville   | Parafia św. Elżbiety Ann Seton                         | Rev. John J. Kelly, O.S.F.S.              | Kościół św. Elżbiety Ann Seton w Fayetteville      |         |
| 8   | Southern Pines | Parafia św. Antoniego Padewskiego                      | Rev. M. Andrew McNair (administrator)     | Kościół św. Antoniego Padewskiego w Southern Pines |         |
| 9   | Fayetteville   | Parafia św. Anny                                       | Rev. Stephen E. Shott, O.S.F.S.           | Kościół św. Anny w Fayetteville                    |         |
| 10  | Fayetteville   | Parafia św. Andrzeja Kim                               | Rev. Kang Jin Jeon                        | Kościół św. Andrzeja Kim w Fayetteville            |         |
| 11  | Red Springs    | Parafia św. Andrzeja                                   | Rev. Giovanni de Jesus Romero             | Kościół św. Andrzeja w Red Springs                 |         |
| 12  | Pinehurst      | Parafia Najświętszego Serca Jezusowego                 | Rev. Edward J. Burch                      | Kościół Najświętszego Serca Jezusowego w Pinehurst |         |
|     | Robbins        | Parafia Najświętszego Serca Jezusowego                 |                                           | Kościół św. Juan Diego w Robbins                   |         |
| 13  | Hope Mills     | Parafia Dobrego Pasterza                               | Rev. Thomas J. Gaul (administrator)       | Kościół Dobrego Pasterza w Hope Mills              |         |
|     | Fayetteville   | Parafia Dobrego Pasterza                               | diakon Juan Nay Henriquez (administrator) | Kościół św. Izydora w Fayetteville                 |         |